# 塔瓦库·卡曼
塔瓦库·卡曼（阿拉伯语：توكل كرمان，1979年2月7日—），也门人權活動家，是也门政党Al-Islah的高级成员，2005年创立无锁链女记者组织并任主席。2011年10月7日，卡曼、埃伦·约翰逊·瑟利夫與莱伊曼·古博薇共同獲得諾貝爾和平獎，因「她們以非暴力鬥爭方式來維護女性安全以及女性能充分參與和平建立的權利」，卡曼獲獎時年僅32岁，得獎當年为历屆和平奖最年轻的得主，但這個記錄已經被2014年的得主─16歲的巴基斯坦人馬拉拉·優素福扎伊打破。

## 政治事业

### 无锁链女记者
她于2005年创建了无锁链女记者(Women Journalists Without Chains，WJWC)这个人权组织，以促进也门的人权进步，“尤其是争取自由表达和民主权利”。她说自己由于拒绝接受信息部作出的禁止WJWC成立该组织的报纸和电台后，当局曾使用电话和信件对她进行过“威胁和引诱”。从2007到2010年，她经常领导人们在萨那政府前面的自由广场举行集会与静坐活动。

### 2011年示威中
在2011年也门反政府示威中，她在萨那组织过学生集会以反对阿里·阿卜杜拉·萨利赫政府。她曾于1月23日被捕，被关押30个小时后得到释放。1月29日又领导了另一场名叫“愤怒日”的抗议活动。3月17日，她在一次示威中再次被捕。她所领导的这些抗议活动被半岛电视台制作成“People and Power”系列中的一集记录片。